# Двуцветко
Двуцветко е литературен герой в някои от произведенията на Тери Пратчет от цикъла „Светът на Диска“.

## Биография
Произхожда от задморската Ахатова империя, която се намира на Уравновесяващия континент. Работи там като агент по застраховки (за-страх-уловки), и е първият турист на Света на Диска. Описват го като „четириок“, което ще рече, че носи очила. Някои илюстрации — например оригиналната корица на „Цветът на магията“, нарисувана от Джош Кърби – наистина го изобразяват с четири очи; текстът обаче предполага друго тълкувание.
Приключенията му започват, когато решава да посети града Анкх-Морпорк, където среща некадърния магьосник Ринсуинд и го наема за водач. През първите две новели (и целия Свят на Диска) той бива следван от Багажа – дървен сандък на десетки малки крачета, който пренася вещите му.
Двуцветко е вечно оптимистичният и наивен турист – вероятно намек за японските или американски туристи. Често се пъхва право в устата на опасността, убеден, че не закача ли никого, нищо лошо няма да му се случи. Вярва дълбоко, че у всеки човек има по нещо добро – дори когато е заобиколен от хора, които смятат, че ако у човек има нещо добро, той веднага трябва да бъде заклан и нещото да му бъде взето. Смята, че всеки един проблем може да бъде разрешен, ако различните страни имат добра воля и желание да си сътрудничат.
Ринсуинд е непоклатимо убеден, че интелектът на Двуцветко е от порядъка на този на гълъбите. Описва го с думите, че ако светкавицата е абсолютен хаос, Двуцветко би бил типът, който застава навръх планината по време на гръмотевична буря, облечен в мокра медна броня, и се развиква, че богът на мълниите е копеле. В критични моменти Двуцветко е склонен да проявява минимума интелект, необходим за оцеляване. В други обаче оцеляването му се дължи на интелекта на околните или глупостта на противниците му.
За последен път е забелязан като Велик Везир на Ахатовата империя, служещ на Императора Коен. Не е известно дали все още заема поста, след като Коен зарязва своя.